# Щегалёва, Елена Викторовна
Елена Викторовна Щегалёва (род. 2 июня 1987, Олонец, Карельская АССР) — российская футболистка, полузащитник. Выступала за сборную России.

## Карьера
Начала заниматься футболом в 1995 году в команде «Карелочка» (Олонец), тренер П. Н. Харитонов. Неоднократный призёр российских первенств по мини-футболу среди детских команд (девочки). Победитель турниров «Kokkola-cup» (Финляндия).
Также выступала в чемпионате России по футболу в залах. В составе команды «Искра» (г. Санкт-Петербург) стала обладателем Кубка обладателей кубков европейских стран по футболу в залах среди женских команд.

## Футбольные достижения

### Командные
- Чемпионка России: 2012
- Чемпионка Европы 2005 года в Венгрии (до 19 лет)
- Обладатель Кубка Европейских стран по футзалу 2007

### Личные
- Мастер спорта России международного класса

## Статистика выступлений
| Клуб                           | Сезон            | Чемпионат | Чемпионат | Кубок | Кубок | Еврокубки | Еврокубки | Прочие | Прочие | Всего | Всего |
| Клуб                           | Сезон            | Матчи     | Голы      | Матчи | Голы  | Матчи     | Голы      | Матчи  | Голы   | Матчи | Голы  |
| ------------------------------ | ---------------- | --------- | --------- | ----- | ----- | --------- | --------- | ------ | ------ | ----- | ----- |
| Искра (Санкт-Петербург)        | 2007             | ?         | 5         | -     | -     | -         | -         | -      | -      | ?     | 5     |
| Искра (Санкт-Петербург)        | 2008             | ?         | 3         | -     | -     | -         | -         | -      | -      | ?     | 3     |
| Искра (Санкт-Петербург)        | Всего            | ?         | 8         | -     | -     | -         | -         | -      | -      | ?     | 8     |
| ШВСМ-Измайлово (Москва)        | 2009             | 8         | 1         | -     | -     | -         | -         | -      | -      | 8     | 1     |
| ШВСМ-Измайлово (Москва)        | 2010             | 23        | 1         | -     | -     | -         | -         | -      | -      | 23    | 1     |
| ШВСМ-Измайлово (Москва)        | Всего            | 31        | 2         | -     | -     | -         | -         | -      | -      | 31    | 2     |
| Россиянка (Московская область) | 2011/12          | 18        | 3         | -     | -     | -         | -         | -      | -      | 18    | 3     |
| Россиянка (Московская область) | Всего            | 18        | 3         | -     | -     | -         | -         | -      | -      | 18    | 3     |
| Всего за карьеру               | Всего за карьеру | ?         | 16        | -     | -     | -         | -         | -      | -      | ?     | 16    |